# Le Courrier des Alpes
Le Courrier des Alpes, journal de la Savoie et des États Sardes est un ancien journal politique conservateur (dit « clérical ») qui paraîtra du 3 février 1843 jusqu’en 1903,.
Jacques-Marie Raymond, puis son frère Claude-Melchior Raymond dirige le quotidien avec le poète Jean-Pierre Veyrat. Il fait suite au Journal de Savoie : feuille politique, religieuse, littéraire, et contenant ce qui intéresse l'agriculture et les arts (1815-1842), fondé par Georges-Marie Raymond, leur père.

## Positionnement
Le journal est catholique et monarchique, conservateur.
Le journal fait partie, notamment avec l'Écho du Mont-Blanc publié sur Annecy, des organes de presse soutenant la cause des députés savoyards conservateurs, menés par le sénateur Costa de Beauregard, au parlement du royaume de Sardaigne de Turin.
Dans les débats sur l'avenir du duché en 1859-1860, le journal, tout comme Le Bon sens, tient une position favorable à l'union à la France voisine, dite « annexionniste »,